# Зої Казан
Зої Свайкорд Казан (англ. Zoe Swicord Kazan; нар.. 9 вересня 1983, Лос-Анджелес, Каліфорнія, США) — американська акторка та сценаристка.

## Життєпис
Народилася 9 вересня 1983 року в Лос-Анджелесі, в сім'ї сценаристів Ніколаса Казана та Робін Свайкорд («Загадкова історія Бенджаміна Баттона»). Її дідусь, Еліа Казан, був американським режисером театру та кіно. У Зої є молодша сестра Майя, також акторка. Зої Казан навчалася у кількох приватних школах Лос-Анджелеса. У 2005 році закінчила Єльський університет.
Її кінодебют відбувся 2003 року у фільмі «Шаблековтачі та худі». Там вона грала Саманту. У 2006 році вона виходить на сцену театру в постановці п'єси «Міс Джин Броді у розквіті сил» із Синтією Ніксон у головній ролі. У 2007 році з'являється одразу у трьох фільмах: у драмі «Перелом», номінованій на «Оскар», сімейній комедії «Дикуни» та також номінованому на «Оскар» фільмі «У долині Ела». У 2008 році, в картині «Я і Орсон Веллс» Зої грала разом з такими зірками, як Зак Ефрон і Клер Дейнс, в «Августі» — з Джошем Гартнеттом. Також вона зіграла в гучній драмі «Життя спочатку» за книгою Річарда Йейтса з Леонардо Ді Капріо та Кейт Вінслет у головних ролях.
У 2009 році вона зіграла доньку героїні Меріл Стріп у картині «Як усе заплутано», поставленій Ненсі Меєрс. «Мені було легко ототожнити себе з персонажами сценарію, тому що я вийшла з того ж середовища, що діти, про яких пише Ненсі Меєрс: зростала в тій самій обстановці, ходила в таку ж школу, стикалася з такими ж проблемами» — ось що сказала Казан про цю роботу.
Зої Казан також пише п'єси та сценарії. У 2009 році її п'єса «Авесалом» про блудного сина, який повертається додому до батька та молодшого брата, була поставлена на фестивалі «Humana» у Луїсвіллі. Казан також написала сценарій до фільму 2012 року «Рубі Спаркс» та зіграла там головну героїню Рубі. Разом із нею там грає Пол Дано.

## Особисте життя
З 2007 року Казан перебуває у стосунках з американським актором Полом Дано. У серпні 2018 року народила доньку. 14 жовтня 2022 року оголосила про вагітність.

## Фільмографія
| Рік       |   | Українська назва                   | Оригінальна назва              | Роль                               |
| --------- | - | ---------------------------------- | ------------------------------ | ---------------------------------- |
| 2003      | ф | Шаблековтачі та худі               | Swordswallowers and Thin Men   | Саманта                            |
| 2007      | ф | Дикарі                             | The Savages                    | студентка                          |
| 2007      | с | Медіум                             | Medium                         | Іззі (Епізод: "The Boy Next Door") |
| 2007      | ф | Перелом                            | Fracture                       | Мона                               |
| 2007      | ф | У долині Ела                       | In the Valley of Elah          | Енджі                              |
| 2008      | ф | Серпень                            | August                         | співробітник Гела                  |
| 2008      | ф | Я і Орсон Веллс                    | Me and Orson Welles            | Гретта Елдер                       |
| 2008      | ф | Життя спочатку                     | Revolutionary Road             | Морін Грубе                        |
| 2009      | ф | Вибухова дівчина                   | The Exploding Girl             | Іві                                |
| 2009      | ф | Приватне життя Піппи Лі            | The Private Lives of Pippa Lee | Грейс Лі                           |
| 2009      | ф | Я ненавиджу день Святого Валентина | I Hate Valentine's Day         | Теммі Грінвуд                      |
| 2009      | ф | Як усе заплутано                   | It's Complicated               | Габбі Адлер                        |
| 2010      | ф | Щасливі разом                      | Happythankyoumoreplease        | Мері Катрін                        |
| 2010      | ф | Обхід Міка                         | Meek's Cutoff                  | Міллі Гейтлі                       |
| 2010      | с | Смертельно нудьгуючий              | Bored to Death                 | Ніна (4 епізоди)                   |
| 2012      | ф | Рубі Спаркс                        | Ruby Sparks                    | Рубі Спаркс                        |
| 2013      | ф |                                    | Some Girl(s)                   | Реггі                              |
| 2013      | ф | Гарненька                          | The Pretty One                 | Лорел/Одрі                         |
| 2013      | ф | Дружба і ніякого сексу?            | What If                        | Шантрі                             |
| 2014      | ф | У твоїх очах                       | In Your Eyes                   | Ребека Портер                      |
| 2014      | с | Олівія Кіттерідж                   | Olive Kitteridge               | Деніз Тібодо (2 епізоди)           |
| 2015      | ф | Наш бренд — криза                  | Our Brand Is Crisis            | Леблан                             |
| 2015      | ф |                                    | My Blind Brother               | Френсі                             |
| 2016      | ф | Монстри існують                    | There Are Monsters             | Кеті                               |
| 2017      | ф | Кохання — хвороба                  | The Big Sick                   | Емілі Гарднер                      |
| 2017—2019 | с |                                    | The Deuce                      | Андреа Мартіно (8 епізодів)        |
| 2018      | ф | Балада Бастера Скраггса            | The Ballad of Buster Scruggs   | Еліс Лонгабо                       |
| 2018      | ф | Дике життя                         | Wildlife                       | сценарист                          |
| 2019      | ф | Доброта незнайомців                | The Kindness of Strangers      | Клара                              |
| 2020      | с | Змова проти Америки                | Plot Against America           | Елізабет Левін (6 епізодів)        |
| 2021      | с | Клікбейт                           | Clickbait                      | Піа Брюер (8 епізодів)             |
| 2022      | с |                                    | The Last Movie Stars           | Джекі Вітте (6 епізодів)           |
| 2022      | ф | Вона сказала                       | She Said                       | Джоді Кантор                       |

## Нагороди та номінації
- 2009 — премія кінофестивалю « Трайбека» в категорії «Найкраща акторка» («Вибухова дівчина»).
- 2013 — номінація на премію « Сатурн» у категорії «Найкраща акторка» (« Рубі Спаркс»).
- 2013 — номінація на премію «Незалежний дух» у категорії «Найкращий сценарій» (« Рубі Спаркс»).
- 2014 — номінація на премії «Еммі» та «Супутник» у категорії «Найкраща акторка другого плану» («Олівія Кіттерідж»).
- 2017 — номінація на премії «Вибір критиків» у категорії «Найкраща жіноча роль у комедії» та Гільдії кіноакторів США у категорії «Найкращий акторський склад в ігровому кіно» за фільм «Великий Хворий» (англ. The Big Sick).